# Tejlor Lav
Tejlor Lav (engl. Caitlyn Taylor Love, rođena 16. juna, 1994. u Korpus Kristiju u Teksasu) je američka glumica i pevačica. Ona je poznatija po ulozi kao Izabela Fuentes iz DXD šoa I'm in the band.

## Filmografija
| Godina    | TV serija           | Uloga       | Napomene           |
| --------- | ------------------- | ----------- | ------------------ |
| 2006      |                     | ona sama    | Semifinalista      |
| 2006      | ona sama            |             |                    |
| 2009–2011 |                     | Izi Fuentes | glavna uloga       |
| 2012–     | Vrhunski Spajdermen |             | Ponavljajuća uloga |

## Spoljašnje veze
- Zvanični veb-sajt
- Tejlor Lav na sajtu  (jezik: engleski)
- Tejlor Lav на веб-сајту  (језик: енглески)